# Andrzej Liminowicz
Andrzej Liminowicz (ur. 14 września 1968) – polski kajakarz, mistrz i reprezentant Polski.

## Kariera sportowa
Był zawodnikiem Vęgorii Węgorzewo i Admiry Gorzów Wlkp. Zdobywał mistrzostwo Polski: w konkurencji K-2 500 m w 1990, 1991 i 1992 (we wszystkich startach z Wojciechem Kurpiewskim), K-4 500 m w 1990 (z Wojciechem Kurpiewskim, Dariuszem Buczyńskim i Rafałem Trocińskim), K-2 1000 w 1991 i 1992 (w obu startach z Andrzejem Gryczką), K-4 1000 m w 1990 (z Wojciechem Kurpiewskim, Dariuszem Bukowskim i Stanisławem Jałoszyńskim).
Reprezentował Polskę na mistrzostwach świata w 1990 (K-4 500 m - 7 m.).